# Joshua Primo
Joshua Lincoln Alexander Primo (Toronto, 24 de dezembro de 2002) é um jogador canadense de basquete profissional que atualmente joga no San Antonio Spurs da National Basketball Association (NBA).
Ele jogou basquete universitário na Universidade do Alabama e foi selecionado pelo San Antonio Spurs como a 12º escolha geral no draft da NBA de 2021.
No dia 28 de outubro de 2022,ele foi dispensado do San Antonio Spurs após ser acusado de mostrar suas partes íntimas 9 vezes para a Ex-psicóloga do time,Hillary Cauthen,durante seções de terapia des do final de 2021

## Carreira no ensino médio
Primo jogou basquete na Huntington Prep School em Huntington, West Virginia, onde foi companheiro de equipe de JT Thor. Ele se transferiu para a Royal Crown Academic School em Scarborough, Toronto. Primo se reclassificou para a turma de 2020 e se formou cedo. Considerado um recruta de cinco estrelas pela 247Sports, ele se comprometeu a jogar basquete universitário pela Universidade do Alabama.

## Carreira universitária
Em sua temporada de calouro, Primo era o jogador mais jovem do basquete universitário. Ele teve médias de 8,1 pontos e 3,4 rebotes e foi nomeado para a Equipe de Calouros da SEC. Primo perdeu três jogos com uma entorse do ligamento colateral medial esquerdo. Em 21 de abril de 2021, ele se declarou para o draft da NBA de 2021, mantendo sua elegibilidade universitária. No entanto, em 30 de junho, Primo anunciou que permaneceria no draft devido a um forte desempenho no Combine.

## Carreira profissional

### San Antonio Spurs (2021–Presente)
Primo foi selecionado pelo San Antonio Spurs como a 12ª escolha geral no draft da NBA de 2021. Em 11 de agosto de 2021, os Spurs anunciaram que havia assinado um contrato de 4 anos e US$18.4 milhões com Primo.
Em 20 de outubro de 2021, Primo fez sua estreia na NBA, marcando 3 pontos entrando nos cinco minutos finais na vitória por 123-97 sobre o Orlando Magic.
Primo é atualmente o jogador mais jovem da NBA.

## Carreira na seleção
Primo representou o Canadá na Copa do Mundo de Basquete Sub-19 de 2019 na Grécia. Aos 16 anos, ele era o jogador mais jovem da equipe e teve média de 4,2 pontos.

## Estatísticas da carreira

### NBA

#### Temporada regular
| Ano     | Equipe      | PJ | PT | MPJ  | AP   | 3P   | LL   | RT  | AS  | BR | TO | PPJ |
| ------- | ----------- | -- | -- | ---- | ---- | ---- | ---- | --- | --- | -- | -- | --- |
| 2021–22 | San Antonio | 50 | 16 | 19.3 | .374 | .307 | .746 | 2.3 | 1.6 | .4 | .5 | 5.8 |

### Universitário
| Ano     | Equipe  | PJ | PT | MPJ  | AP   | 3P   | LL   | RT  | AS | BR | TO | PPJ |
| ------- | ------- | -- | -- | ---- | ---- | ---- | ---- | --- | -- | -- | -- | --- |
| 2020–21 | Alabama | 30 | 19 | 22.5 | .431 | .381 | .750 | 3.4 | .8 | .6 | .3 | 8.1 |

Fonte: